# Alessia Russo (football)
Pour les articles homonymes, voir Alessia Russo et Russo.
Alessia Russo, née le 8 février 1999 à Maidstone, est une footballeuse internationale anglaise, qui joue au poste d'attaquante à Arsenal.

## Biographie
Alessia Russo naît dans le Kent d'une famille d'origine italienne. Son grand-père a émigré de Sicile dans les années 1950. Elle commence le football à cinq ans.

### Au club
Elle rejoint l'académie de Charlton, puis celle de Chelsea, avant de quitter le club londonien pour Brighton. En 2017, elle part étudier à l'université de Caroline du Nord, où elle joue avec les Tar Heels.
Le 20 septembre 2020, au milieu de la pandémie de covid-19, elle rejoint Manchester United. Elle inscrit son premier but avec les Red Devils face à son ancien club de Brighton.
Après avoir été déterminante dans la première qualification européenne de l'histoire de Manchester United, elle s'engage avec le club d'Arsenal le 4 juillet 2023. Le club mancunien avait repoussé une offre record des Gunners d'un demi-million de livres au mercato hivernal précédent. 
Elle remporte la Ligue des Champions 2025 avec Arsenal.  

### En sélection
Le 11 mai 2020, elle fait ses débuts pour l'Angleterre. En novembre 2021, face à la Lettonie, elle inscrit un triplé en onze minutes, un record pour les sélections anglaises masculine et féminine.
Le 15 juin 2022, elle est sélectionnée par Sarina Wiegman pour disputer l'Euro 2022. Elle est "super-sub" au poste de n°9, et marque quatre buts sans être titulaire, dont une superbe talonnade en demi-finale face à la Suède. Ce but est nommé pour le prix Puskas.

## Palmarès

### En club
Manchester United
- Finaliste de la Coupe d'Angleterre en 2023.

 Arsenal
- Vainqueur de la FA WSL Cup en 2024
- Vainqueur de la League des champions féminine de l’UEFA en 2025

### Sélection
Équipe d'Angleterre
- Vainqueur du Championnat d'Europe : 2022 et 2025
- Vainqueur de la Finalissima féminine : 2023
- Finaliste de la Coupe du monde : 2023